# 北畠具雄
北畠 具雄（きたばたけ ともお、1854年5月8日（安政元年4月12日） - 1925年（大正14年）12月15日）は、日本の華族、政治家。男爵、衆議院議員（3期）。

## 経歴
安政元年（1854年）4月12日、大和国平群郡、のちの奈良県平群郡法隆寺村（生駒郡法隆寺村を経て現斑鳩町）で、平岡鳩平（北畠治房）の長男として生まれた。慶応義塾卒(年代不明)。明治13年（1880年）に茨城県警水戸警察署長となる。翌14年（1881年）に福井県検察官となる。その後、神戸地方裁判所長・徳島地方裁判所長などを歴任する。職を辞したのち杉田貞一とともに釧路に渡り、資本金40万円の共同汽船会社を興し、社長となる。函館・釧路・根室を結ぶ航路を運営する同社は、1888年（明治21年）に開業許可を取得し、7月26日の2度目の航海で座礁事故を起こし、自船である釧路丸は航行不能となった。この事故を理由に、北畠は同社の社長職を辞している。同社は新船を購入し経営を立て直すも、1892年（明治24年）までには解散したことが報じられている。また、石炭・硫黄鉱山の経営を手掛けたほか、北畠製茶合資会社なる企業を興している。
1902年（明治35年）の第7回衆議院議員総選挙において奈良県郡部から憲政本党公認で立候補してトップで初当選する。つづく1903年（明治36年）の第8回衆議院議員総選挙で再選する。1904年（明治37年）の第9回衆議院議員総選挙で三選する。1908年（明治41年）の第10回衆議院議員総選挙には不出馬。
父の死去に伴い1921年（大正10年）6月30日、男爵を襲爵した。1925年（大正14年）12月15日死去。

## 親族
- 妹 東シゲ子（弁護士東良三郎の妻）[10]